# Troldhede
Troldhede er en by i Vestjylland med 629 indbyggere  (2024), beliggende 16 km sydøst for Videbæk, 11 km sydvest for Kibæk, 26 km sydvest for Herning og 19 km øst for Skjern. Byen hører til Ringkøbing-Skjern Kommune og ligger i Region Midtjylland. I 1970-2006 hørte byen til Videbæk Kommune.
Troldhede er en del af Troldhede Sogn, som er udskilt fra Nørre Vium Sogn. Troldhede Kirke ligger i den sydøstligste del af byen.

## Troldhede Brunkulsleje
Troldhede Brunkulsleje ligger knap to kilometer nordvest for byen. Arealet blev erhvervet af staten i 1917, men gravningen af brunkul var mest intensiv under 2. Verdenskrig, hvor der var sidespor til lejet fra Troldhede Station. Efter at kuludvindingen ophørte i 1946, blev Vonå ledt ind i Kulsøen. Åens løb er senere retableret, men søen får stadig en del af vandet, så fisk kan leve der – i modsætning til andre brunkulssøer. Der er anlagt stier omkring Kulsøen og gennem Ørkenarboretet.

## Faciliteter
- Nr. Vium Skole og Troldhede Skole med tilsammen omkring 140 elever blev i 2008 lagt sammen, først i Nørre Vium, senere i Troldhede, hvor skolen blev renoveret i 2010 og nyder godt af at ligge ved siden af Troldhede Kultur- og Idrætscenter. Nr. Vium-Troldhede Skole har 100 elever fordelt på 0.-6. klasse og 18 ansatte. Skolen har to SFO-afdelinger, en under Nr. Vium Børnehus og en under Troldhede Børnehus.[3]
- Troldhede Børnehus har hjemsted på skolen og er kombineret vuggestue/børnehave/SFO med 12 ansatte.[4]

- Troldhede Kultur Og Idrætscenter er bl.a. hjemsted for den årlige E-sport turnering T Lan med over 300 besøgende og deres computere.

- Troldhede Missionshus er løbende renoveret, senest i 2014, og har en stor og en lille sal.[5]

- Troldhede har en købmand og en tankstation. Troldhede Butikshus, der delvis er finansieret ved borgernes anpartstegning, blev indviet 1. september 2018 med åbningen af "Min Købmand". Den tidligere købmandsbutik blev samtidig lukket ned efter at have eksisteret i flere generationer.

- Fra stationen går tog til Skjern, Herning og Aarhus i timedrift.

## Historie

### Stationsbyen
Troldhede Station på Herning-Skjern Jernbane blev indviet i 1881 og var anlagt på jord, der tilhørte gården Viumkrog ved Vorgod Å, to kilometer mod nordvest. Gården drev hedebrug, baseret på engvanding med vand fra åen og dens to tilløb Pårup Bæk, som udspringer i Bukkær Enge og løber nord om Troldhede, og Vonå, der udspringer på Kibæk-egnen.
Trods placeringen på en næsten folketom hede opstod en by omkring stationen. I 1904 beskrives Troldhede således: "Troldhede Stationsby med Skole, Missionshus (opf. 1897), Kro, Mølle, Jærnbane- og Telegrafst." Det lave målebordsblad fra 1900-tallet viser desuden et mejeri.

### Troldhedebanen
Troldhede Station blev knudepunkt, da den blev endestation for Troldhede-Kolding-Vejen Jernbane (1917-68). Fra lunden syd for Buen ses Troldhedebanens dæmning. Herfra er 1 kilometer af banens forløb (tracé) bevaret sydpå gennem heden mod Borrisvej.

### Folketal
| 1911 | 1916 | 1921 | 1925 | 1930 | 1935 | 1940 | 1945 | 1950 | 1955 | 1960 | 1965 |
| ---- | ---- | ---- | ---- | ---- | ---- | ---- | ---- | ---- | ---- | ---- | ---- |
| 159  | 260  | 397  | 369  | 375  | 536  | 502  | 653  | 671  | 616  | 681  | 684  |

I 1930 var fordelingen efter næringsveje følgende: 77 levede af landbrug, 102 af håndværk og industri, 26 af handel og omsætning, 73 af transport, 1 af immateriel virksomhed, 31 af husgerning, 60 var ude af erhverv og 5 havde ikke opgivet erhverv.

## Erhverv
Virksomheden Troldtekt har siden 1935 produceret akustikplader af træ og cement. Historien går tilbage til et århusiansk grossistfirma grundlagt i 1855. I 1935, hvor det hed L. Hammerich & Co., fik indehaveren Paul Hammerich øje på A/S Troldhede Pladeindustri, som havde et moderne fabriksanlæg til fremstilling af den eneste danske træfiberplade Danatex og træbetonpladen Troldtekt. Hammerich købte gradvist fabrikken og satte skub i produktionen. I 2003 blev Hammerich og Troldhede Pladeindustri fusioneret til ét selskab, stadig med salg og administration i Aarhus-området og produktion i Troldhede, tæt ved råvarerne. I 2010 blev navnet ændret til Troldtekt A/S. Troldtekt har 62 ansatte og planlægger fordobling af kapaciteten med en ny produktionslinje i 2019.
I 1950'erne anlagde Jens Villadsens Fabrikker en fabrik for fremstilling af vejmaterialer, og i 1960 blev der bygget et mejeri til osteproduktion. Troldhede Mejeri fremstiller skimmelost og har over 149 ansatte. Arla planlægger en udvidelse, som vil skabe 25 nye jobs.
Troldhede har mere end 345 arbejdspladser, fordelt på cirka 28 virksomheder og institutioner, med Arla og Troldtekt som de to største arbejdsgivere.

## Galleri
- Troldtekt.
- Arla.
- Ny købmandsforretning.
- Missionshuset.
- Bevaret baneforløb (tracé).